# Elymus serpentinus
Elymus serpentinus är en gräsart som först beskrevs av Lian Bing Cai, och fick sitt nu gällande namn av Shou Liang Chen och Guang Hua Zhu. Elymus serpentinus ingår i släktet elmar, och familjen gräs. Inga underarter finns listade i Catalogue of Life.